# Westhoek

Mapa de la situació de la part belga del Westhoek

Frontera lingüística entre França i Bèlgica

Westhoek (neerlandès per Cantonada occidental) és el nom de la zona de parla neerlandesa de França, situada al departament del Nord i a la regió Alts de França. És una part de Flandes francès, la part del Comtat de Flandes annexada per França entre els segles xv i xviii.

## Geografia
El Westhoek se situa entre la frontera belga de la província (Flandes Occidental) i els marges dels rius Lys i Aa, a l'àrea entre Dunkerque, Bourbourg, Saint-Omer i Bailleul, als partits judicials de Bailleul (Belle), Hazebrouck (Hazebroek), Watten i l'oest de Dunkerque (Duinkerke), amb una superfície de ±1.900 kilòmetres quadrats i uns 350.000 habitants. L'arrondissement de Dunkerque té 3.932.939 habitants amb 320 pobles litorals (18 municipis de la zona flamenca). Les principals ciutats són Dunkerque (71.000 h) i Hazebrouck (20.000 h).
El territori forma part del Houtland o zona de boscos, formada per la perllongació dels turons d'Artois, on només es destaquen les petites alçàries del Mont Cassel (156 m).

Bandera de Flandes, també reconeguda pels flamencs del Westhoek

## Situació del neerlandès al Westhoek
No hi ha cap reconeixement oficial del neerlandès o de la seva variant flamenca. Segons dades del 1982, només uns 80.000 habitants de la regió (potser uns 23% del total) reconeixia usar-lo sovint, la major part d'ells gent gran. Però encara que poden escoltar emissores de ràdio i televisió de parla neerlandesa de Flandes, no les comprenen ben bé atès no han usat mai el hoog vlaams sinó el dialecte local. Això els allunya de la resta de Flandes. Segons una enquesta del 1984 a Hondschoote, el flamenc era parlat pel 38% dels avis, per uns 25% dels pares, però només per uns 2% dels fills. El 1995, potser oscil·laven entre 20.000 i 40.000 parlants habituals; tot i que el 1987 uns 20% dels habitants podien flamenc, només el 5% ho feia habitualment.
Segons la mateixa enquesta, pel que fa a l'ús de la llengua entre generacions, pel que fa als avis, el 36% són francòfons, el 38% parlen flamenc i el 26% són bilingües, mentre que els pares el 75% són francòfons, el 25% parlen flamenc i el 25% són bilingües, i els fills són 99% francòfons, l'1% flamencòfons i només el 8% bilingües. Només uns 5% dels joves usen el flamenc sovint, contra 24% dels pares; només el 23% l'usa a vegades, contra el 22% dels pares, i el 72% dels joves no el fa servir mai, contra el 54% dels pares. Només uns 11% dels joves afirma tenir un bon coneixement passiva de la llengua, en comparació uns 23% dels pares, i uns 57% afirma no saber-ne res, contra el 31% dels pares.
Les principals institucions de militància lingüística del Westhoek, que són el Michiel de Swaenkring (Cercle Michel de Swaen), organisme d'activisme cultural, i l'emissora de ràdio Radio Uylenspiegel, dirigida per Arthur Fagoo, que s'unificaren per formar la Vlaams Vrienden in Frankrijk, de manera que el 1974 aconseguirien que s'apliqués la loi Deixonne (ús de la llengua local) del 1951, en l'educació, a la ràdio i en certs documents com a llengua co-oficial. Gràcies a la Circular Savary del 1982, el flamenc també s'ensenyarà a l'Escola Normal de Lilla i des del 1983 com a assignatura a secundària a les escoles flamenques. A diferència dels casos de l'occità, de l'alsacià, del bretó o del cors, no es disposa de dades de l'ensenyament del flamenc a l'escola primària al Westhoek.
És curiós constatar que a la part occidental del departament del Nord i principalment al Westhoek, s'usen moltes expressions franceses que són una traducció literal d'expressions neerlandesos:
| neerlandès del Westhoek            | francès del Nord                     | traducció literal                   | significat       |
| met zien gat in de beuter vallen   | tomber le cul dans le beurre         | caure amb el cul a la mantega       | tenir sort       |
| ek 'n weeten nie woarin ni woaruut | je ne sais plus ni quoi ni qu’est-ce | no trobo ni l'entrada ni la sortida | Ja no sé on soc  |
| suukerertjes                       | pois de sucre                        | pesols de sucre                     | mongetes tendres |
| een kiend koop'n                   | acheter un enfant                    | comprar una criatura                | infantar         |

## Ensenyament i mitjans de comunicació
En teoria des dels 90 s'ofereixen classes bilingües en flamenc a primària, però de les sis escoles on teòricament s'ensenya en flamenc, només una ofereix aquesta opció. Només l'aprenen 820 nens a Wervik i Bailleul, a més de 120 universitaris que aprenen flamenc a les universitats de Dunkerque i Lille. Només hi ha tres diaris en francès, Plath'iou (Dunkerque), Revue de l'Houtland (Steenvoorde) i Yserhouck (Volckerinckhove) que contenen articles sobre diversos aspectes de cultura flamenca i alguns articles en el dialecte local. El periòdic KFV-Mededelingen és publicat en neerlandès estàndard, com a portaveu del KFV. També s'edita l'anuari bilingüe De Franse Nederlanden/Le Pays-Bas Français, de caràcter científic i literari. No hi ha emissores de televisió, i només l'emissora Radio Uylenspiegel de Cassel emet un 10% dels programes en flamenc.

## Política
Ocasionalment s'han presentat diversos autonomistes flamencs sota les sigles del Vlaamsch Federalist Partij van Frankryk (Partit Federalista dels Flamencs de França), amb poc ressò i que només se sol presentar a les eleccions europees. Més tard ha obtingut un cert ressò el Vlaamse Volks Vereniging (Unió del Poble Flamenc), amb seu a Lille que vol defensar el desenvolupament de Flandes. El front cultural és dirigit pel Komitee voor Frans-Vlaanderen (Comitè dels Flamencs de França), que agrupa totes les associacions com el Michel de Swen Kreis. Un sector del Front Nacional també ha jugat la carta autonomista del Nord-Flandre amb la revista Wij Zelf.

## Història

### Incorporació a França
El lillenc Stéphane Lebecq, deixeble del neerlandès Albert Delahaye, confirma la presència neerlandesa a la zona des del segle viii, aixafada pels francs per l'espasa (com a la massacre de Weretha/Frethun) o conversions forçades. Fins i tot, l'historiador de Hondschoote, Emile Coornaert, professor del Collège de la France i patriota francès, afirmava que la seva ciutat, que només tenia 2.000 habitants el 1666 (quan a la seva època d'esplendor en tenia 28.000), fou despullada d'homes i de grans per l'exèrcit francès, i que de les 49 parròquies de la castellania de Cassel el 1648, 22 foren totalment abandonades. També acusa els francesos d'intentar arruïnar aquella province réputée étrangère. Des de l'assalt a Dunkerque el 1662 foren incorporats a França i se'ls aplicà l'Edicte de Villiers-Cotterets, i totes les actes municipals foren redactades en francès, alhora que Lluís XIV de França expulsava els jesuïtes i caputxins flamencs. Això eliminarà a poc a poc les diferències entre el Flandes francòfon i el flamencòfon.
A partir del 1713, els dos Flandes van tenir un sol intendent, i el parlament de Douai tractava les qüestions de justícia per a Flandes i Hainaut, i una oficina de finances a Lilla, on els Estats provincials votaven els subsidis al rei. La francesització serà activa a tots els dominis, ja que les actes oficials i dels tribunals són redactades en francès, i fins i tot es tradueixen bàrbarament topònims. El 1744 es funden a Lille les primeres lògies maçòniques. Però a finals del segle s'inicia el declivi econòmic de la indústria drapera i de la terrissa (a Belle, Douai i Saint Amand), potenciat després que la Carte des traités de Jacques Necker del 1781 imposà al Westhoek una barrera duanera amb la resta dels Països Baixos del sud; el 1783 es produiria una important vaga de teixidors a Lille.
El 1789 el rector de Saint Saveur exposà els greuges flamencs als Estats de Lille el 1789, denunciant la gêne et honte de l'indigence, i la política rampinyaire de París quan a l'expropiació dels béns del clergat deixaria molts pobles en la misèria, agreujada per les guerres contra els austríacs, en els que el país fou camp de batalla. Els diputats flamencs reclamaven la constitució d'uns Estats diferenciats per al Flandes Marítim i per Flandes francès, l'abolició de les duanes interiors, unificació de mesures i monedes, la fi de les jurisdiccions feudals i drets d'origen feudal, i la realització de grans treballs viaris per terra i aigua. L'abat Henri Grégoire clamava el 1794 contra els jargons qui sont encore des lambeaux de la féodalité e et de l'esclavage. Finalment, quan fou creat el departament del Nord sobre les ruïnes del comtat de Flandes i el comtat d'Hainaut, només comptava amb 190 capellans "constitucionals" contra 1.057 "refractaris" (eren el 95% dels del districte de Hazebroek).
Durant el Terror fou enviat a Lille el guillotinador François-Joseph Lebon, delegat del Comitè de Salvació Pública per Flandes i Artois, antic orador nomenat alcalde d'Arràs i diputat a la Convenció, qui amenaçà de fer tallar 2.000 caps a Lille. Però, malgrat que les societats revolucionàries tenien pocs partidaris a Lille (i encara menys a Hazebrouck), resistiren amb coratge el setge austríac del 1792.

### Primer nacionalisme flamenc
El nacionalisme flamenc a Westhoek tingué el seu origen en la resistència del clergat parroquial i dels notables catòlics locals a la política laica i jacobina francesa. El 27 de gener del 1853 el Consell Acadèmic del departament del Nord prohibirà l'ensenyament del neerlandès. Com a resposta el 20 d'abril del 1853 naixeria el Vlaemsche in Vrankryk Komitee (Comitè Flamenc de França), que adopta la divisa Moedertaal en Vaderland, per tal de defensar la llengua i el catolicisme, però esdevé una societat d'erudits i notables que s'ocuparen més de la història, l'arqueologia i del folklore a la part francesa, cosa ja denunciada per Louis de Backer, però els clergues s'oposaven a la difusió del francès perquè comportava la difusió del laïcisme. Així encapçalaren protestes contra l'Ordre del ministre Victor Durey del 1866 que prohibia l'ús del flamenc a l'escola. Però, a diferència de la part belga, on es va unificar la llengua escrita amb la dels neerlandesos, ací van mantenir el dialecte flamenc, una cosa que allunyaria la llengua a poc a poc dels seus arrels.
El cop de gràcia, però, el donaria la llei Ferry de 28 de març del 1882 (on afirma L'enseignement doit être donné exclusivement en français), pel qual es laïcitza totalment l'ensenyament primari, i bandeja de l'escola totalment l'ensenyament en flamenc, fins i tot del catecisme.

## El flamenquisme abans de la Segona Guerra Mundial
Des del 1920 es formarien grups de joves regionalistes a Lilla, Roubaix i Tourcoing, i diversos directors de diari de la regió se sumaren a la idea regionalista com a resurrecció de l'antiga província enfront del departament, cosa que permetria de conservar la fe catòlica, l'idioma i les tradicions locals, i mitjançant un règim federatiu amb altres províncies, poder reconstruir l'"autèntica França". A aquests nuclis s'uniren els nous cercles flamencs clericals, unificats el 1924 sota la presidència de Jean-Marie Gantois (1904-1968) en la Vlaemsche Kreis in Vrankryk Verbond (Unió de Cercles Flamencs de França), que fins al 1926 publicarà un òrgan íntegrament en flamenc, Vlaemsche Stemme in Vrankryk (Veu flamenca a França), que engegarà campanyes en defensa de predicar i ensenyar en neerlandès a les escoles primàries. El 1926 canviaria el nom pel de Vlaamsch Verbond van Frankryk (Unió Flamenca de França) o VVF, i aleshores trencà amb l'orientació clerical i reduïda als seminaris dels cercles i pretenia expandir-se als laics per guanyar-los pel camp del nacionalisme flamenc, com Camille Looten, professor de la Universitat de Lille i president del VFK des del 1899, i al dirigent del FRF, N. Bourgeois. Amb aquest reforçament, des del 1930 es proclamarien nacionalistes. Per aleshores, el Westhoek tenia aproximadament uns 100.000 habitants, dels quals uns 60.000 de parla flamenca.
Gantois i el VVF s'apoderarien del diari Le Beffroi de France fins que va desaparèixer el 1928; aleshores editaren dues revistes noves: Torrewachter, en fllamenc, i Le Lion de Flandre, en francès, concentrats en la tasca cultural i de difusió de la llengua neerlandesa, en reclamar autonomia local i federalisme, així com en promoure contactes amb els nacionalistes bretons, corsos, occitans, alsacians i flamencs de Bèlgica. L'Algemeen Nederlandsch Verbond (Lliga Pan-Neerlandesa) els donà suport financer, i Gantois patiria la influència del nacionalisme autoritari i pan-neerlandès de les organitzacions flamingants (el Flandes francès, amb una part dels Alts de França i l'Artois, hauria de constituir la franja meridional del Groos Dietsch). Fins i tot adoptà el pseudoracisme antisemita i la pertinença al Dietsch, no tant per motius lingüístics sinó per motius geopolítics, antropològics i etnològics, que posaven en evidència la influència del nacionalisme radical alemany i flamenc de Bèlgica.
Tot i així, la influència política del VVF sempre fou molt reduïda, i el seu òrgan, Le Lion de Flandre, no superava el tiratge de 400 exemplars el 1939. Malgrat això, el govern francès va il·legalitzar el partit el 1940 i va allunyar Gantois de la regió.

### Ocupació nazi
Després de l'armistici francès, el VVF va evolucionar fins al feixisme; Gantois va tornar i es va proposar reorganitzar el moviment alhora que declarava la seva adhesió al Tercer Reich i proclamava que el Westhoek havia de formar part del Reich. No sense reticències, els nazis permetrien la refundació del VVF pel gener del 1941 i l'edició del seu òrgan, bilingüe, Le Lion de Flandre- De Torrewatcher. Fins a finals del 1942 es dedicaren a les activitats editorials i publicistes, amb la difusió d'un missatge ideològic racista i panneerlandès (les terres neerlandeses de raça germànica havien de tornar a la seva unitat natural), tot i que els postulats autèntics del VVF pertanyien a la dreta radical maurrasiana i neotradicionalista.
De l'estiu del 1942 a l'estiu del 1943 el VVF va desplegar una gran activitat propagandística: exhibicions cinematogràfiques, organització de joves, biblioteques i cercles naturals, tot això vinculat a l'interès de Heinrich Himmler per regermanitzar la Borgonya amb alemanys de Polònia. Fins i tot, durant el 1943 els ocupants van jugar amb la possibilitat d'incorporar nacionalistes francoflamencs a les SS com havien fet a Bèlgica, una cosa que provocarà divisions internes dins la VVF entre Jean-Marie Gantois i els sectors tradicionalistes, refractaris a la militarització del partit, per una banda, i les noves generacions pronazis favorables a l'acció directa, que s'havien incorporat al partit després del 1940. Entre ells estaven els dos caps de la VVF, Justin Blanckaert (1863-1942) i Pieter Maria Corneel Blanckaert (1896-1944). La VVF, endemés, pel febrer del 1944 només tenia 50 membres actius i la seva revista només 600 subscriptors, la meitat d'ells neerlandesos i flamencs de Bèlgica. Tot i que els SS els van fer ingressar als Allgemeine SS, els disconformes, amb Gantois al capdavant, intentaren la creació d'un partit nou, però el desembarcament aliat a Normandia acabaria definitivament amb el somni nacionalista.

### La postguerra
Com a resultat de tot això, el nacionalisme al Westhoek restà tan desprestigiat que ja no s'aixecarà mai més, de manera que els activistes es dedicaren exclusivament a tasques culturals. Jean-Marie Gantois fou condemnat a presó, deportat de la regió i prohibit de predicar. Però, mentre que a la resta de Flandes es normalitzava la llengua, a Westhoek romandrà dialecte, cosa que dificultarà que la població entengui el neerlandès de les emissores de televisió i ràdio de la zona belga i facilitarà la indiferència de la població vers la cultura local. Només a partir dels anys 50, el mestre Victoor donarà classes de flamenc a les escoles, i el 1951 el doctor Klaas crearà una revista semestral en flamenc per a joves.
Paral·lelament a les lluites lingüístiques a la resta de Flandes, al Westhoek es crearà el 1972 el Centre Flamand de Recherche et Diffusion (CFRD), que disposa de 10 centres per tal d'ensenyar el flamenc als joves. Alhora, un altre grup, el Vlaams Vrienden I Frankijk va obtenir el 1974 l'aplicació de la loi Deixonne a les escoles de Westhoek, que fins aleshores no s'aplicava, una certa cooficialitat en els documents i la legalització de la ràdio en flamenc. Això culminaria el 1977 amb la creació de la Université Populaire Flamand a Hazebrouck, mentre que el CFRD es converteix en Michiel de Swaenkring (Cercle Michel de Swen, MKS), grup d'activistes lingüístics que lluitarà per l'obtenció de la Carta de les Llengües de França amb altre grups com Ar Falz, Ikas, René Schikéle Kreis, IEO i GREC. Tot i així, el seu lema és en francès, adoptat per ‘Menschen lyk Wyder’, Décider, vivre, travailler en Flandre.
El 1978 apareixeran les Westhoek Editions, anomenats més tard Les Editions des Beffrois, i des del 1979 comença a emetre Radio Uylenspiegel (FM 91.8 MHz), que no serà legalitzada fins al 1982, alhora que la majoria dels habitants de Hondschoote comencen a gaudir de l'ensenyament del flamenc. Finalment, el 1981 els mestres d'escola de Hazebrouck, junts a diverses associacions culturals, se signarà el Manifest des Flamands de la France, per totes les organitzacions de caràcter folklòric i cultural, on es reclama més presència de la llengua, de la cultura i de la condició de flamencs. També es creà una llicenciatura de neerlandès a Lilla, s'introduí el neerlandès a una dotzena de liceus estatals i a sis secundaris privats, tot i que a 4 col·legis i dos liceus acullen amb reticència als alumnes de neerlandès. També sis col·legis han editat un setmanari en flamenc amb ajut de l'associació Tegaere Toegaen. El 1986, s'inaugurà una escola primària bilingüe a Wervicq-Sud (al costat del municipi belga Wervik amb uns 300 alumnes.
A Belle, sota l'impuls del burgmestre Delobel, es donen tres cursos de neerlandès a la setmana a més de 800 infants de maternal i primària des del 1989, que continuen l'ensenyament a secundària. A més a més, 25.000 flamencs de França treballen a uns 300 empreses flamenques del costat belga de la frontera. Endemés, el Komitee voor Frans-Vlaanderen (Comitè per Flandes francès, KFV), que el 1984 aconseguí activar a la regió una secció local del Davidsfonds, fa recerca de flamenquització de noms de granges i viles, organitza jornades culturals a Waregem i Belle. La fundació Willem de Zwijger Stichting acordà un ajut financer a Radio Uylenspiegel. Flor Barbry organitza un grup de teatre a Westouter, i la vila de Nieuwpoort organitza tots els anys una quinzenada del Flandes francès.